# Amphiumidae
Amphiumidae é uma família de anfíbios pertencentes à ordem Caudata.
Apenas contém um género (Amphiuma) com 3 espécies.
Poderão ter cerca de 1m de comprimento mas os seus membros locomotores não vão muito além dos 2 cm.
Habitam o sudeste dos Estados Unidos.
Durante o dia, escondem-se na vegetação e, à noite, saem do seu refúgio para caçar. Alimentam-se de rãs, cobras, peixes, crustáceos e insectos.
As larvas apresentam brânquias externas. Após quatro meses, estas brânquias desaparecem e os pulmões entram em funcionamento. A metamorfose é incompleta visto que um par de fendas brânquiais continua presente no indivíduo adulto.
Em termos geológicos, já estiveram presentes na Europa, conforme evidências fósseis do Pleistoceno.
As 3 espécies existentes são distinguidas pelo número de dedos.

## Espécies
- Amphiuma means Garden, 1821
- Amphiuma pholeter Neill, 1964
- Amphiuma tridactylum Cuvier, 1827